# Bishop’s Tawton
Bishop’s Tawton – wieś w Anglii, w hrabstwie Devon, w dystrykcie North Devon.